# Coenosia transiens
Coenosia transiens är en tvåvingeart som beskrevs av Stein 1901. Coenosia transiens ingår i släktet Coenosia och familjen husflugor. Inga underarter finns listade i Catalogue of Life.